# 로가러 부다흐
로가러 부다흐(아일랜드어: Lóegaire Búadach)는 아일랜드 신화의 얼스터 대계에 등장하는 인물이다. 매우 운이 없는 울라 전사로 대개 개그 캐릭터 역할을 맡는다. 로가러는 인베르 셈네(Inber Seimne)라는 곳에 살았는데 오늘날의 앤트림 주 란에 해당한다.
브리크루의 연회에서 쿠라드미르를 놓고 쿠 훌린과 코날 케르나크가 겨루었을 때 로가러도 입후보했지만 1, 2위에 비해 많이 떨어지는 3위에 머물렀다.
로가러가 죽는 이야기는 다음과 같다. 콘코바르 막 네사 왕의 왕비 무간 에탄카트레크가 아드(Áed)라는 궁정시인과 불륜이 났는데, 그 사실이 발각되어 아드는 호수에 던져지는 신세가 되었다. 하필 그 호수는 로가러의 집 옆에 있었고, 누가 살려달라 허우적대는 소리를 들은 로가러는 익사자를 구하기 위해 집을 뛰쳐나가다가 문틀 상인방에 머리를 찍고 넘어졌다. 그래도 그는 분투하여 왕의 병사들 서른 명을 죽이고 아드를 구출한 뒤 지쳐 죽었다.